# 金黃相思子
金黄相思子（学名：Abrus aureus）是豆科相思子属植物，原产于马达加斯加，是一种草本或藤本植物。

## 分布
金黄相思子是马达加斯加的特有种，广泛分布于森林和农业区等海拔200米之下的区域。

## 保护状况
金黄相思子易受野火威胁，但其分布广泛，在众多保护区中也易见踪影，国际自然保护联盟将其评估为无危物种。此外，金黄相思子在当地还被用于传统医学。